# Піколезна рудохвоста
Піколе́зна рудохвоста (Microxenops milleri) — вид горобцеподібних птахів родини горнерових (Furnariidae). Мешкає в Амазонії і на Гвіанському нагір'ї. Це єдиний представник монотипового роду Рудохвоста піколезна (Microxenops).

## Таксономія
Раніше рудохвосту піколезну відносили до роду Піколезна (Xenops), однак молекулулярно-генетичне дослідження показало, що цей вид є генетично ближчим до родів Pygarrhichas і Ochetorhynchus. За результатами цього дослідження вид був переведений до відновленого роду Microxenops.

## Опис
Довжина птаха становить 10-11 см, вага 12-13 г. Верхня частина тіла бура, поцяткована світло-охристими смугами. Над очима білі "брови". Крила, хвіст і надхвістя руді. Горло білувате, поцятковане оливкорими смужками, нижня частина тіла бурувато-оливкова, поцяткована білими смужками.

## Поширення і екологія
Рудохвості піколезни поширені на південному сході Колумбії (на південь від Мети і Ваупесу), на півдні Венесуели (Амасонас, південний Болівар), на півдні Гаяни, в Суринамі і Французькій Гвіані, в бразильській Амазонії (на південь до північної Рондонії і південно-західної Пари), на сході Еквадору і Перу та на північнному заході Болівії (Пандо, крайній північний захід Ла-Пасу). Вони живуть в кронах вологих рівнинних тропічних лісів та на болотах. Зустрічаються на висоті до 1000 м над рівнем моря. Іноді приєднуються до змішаних зграй птахів. Живляться комахами.